# Ужас Девонсвилля
Ужас Девонсвилля — американский фильм ужасов 1983 года, снятый Улли Ломмелом, в главных ролях Сюзанна Лав, Дональд Плезенс и Роберт Уокер. Сюжет повествует о трех разных женщинах, которые прибывают в консервативный город Новой Англии, одна из которых является реинкарнацией ведьмы, которая была неправомерно казнена вместе с двумя другими ведьмами (Морриган Херт и Барбара Цихлар) отцами-основателями города в 1683 году.
Вдохновлённые Салемскими процессами над ведьмами, сценарист-режиссер Ломмел и его жена, актриса Сюзанна Лав, написали сценарий для «Ужаса Девонсвилля» вместе с Джорджем Т. Линдси. Фильм был снят в округе Линкольн, штат Висконсин, в 1983 году и предназначался для театрального показа но вместо этого был выпущен непосредственно для домашнего видео в октябре 1983 года через Embassy Home Entertainment.Anchor Bay Entertainment переиздали фильм в 1999 году, как на видеокассете, так и на DVD в паре с фильмом Ломмеля « Бугимен» (1980). В 2016 году новое издание было выпущено на Blu-ray и DVD через британского дистрибьютора 88 Films.
Этот фильм был отмечен некоторыми исследователями кино, как ранний пример фильма ужасов, вдохновленный феминистками.

## Сюжет
В ноябре 1683 года в Девонсвилле, штат Массачусетс, горожане похищают трех женщин — Джессику Морли, Мэри Пратт и Ребекку Карсон — по обвинению в колдовстве. Джессику выпотрошили свиньи, а Мэри убили сломанным колесом. Ребекку, погибшую последней, сжигают на костре. После казни Ребекки её привидение появляется в небе, и начинается гроза.
300 лет спустя Девонсвилль остается небольшим консервативным фермерским сообществом вдали от крупных городов. Убийство трех женщин, как ведьм, стало известно, как Процесс Девонсвилля. Местный городской врач, доктор Уорли, расследует предполагаемое проклятие ведьм в Девонсвилле; он также обнаруживает, что страдает странной болезнью, при которой черви вылезают из его кожи, что связано с участием его предков в охоте на ведьм. Тем временем в город переезжают три свободных и решительных женщины: Дженни Скэнлон, новая школьная учительница; Крис, учёный-эколог; и Моника, радио-диск-жокей. Их присутствие злит фанатичных отцов города, в том числе Уолтера Гиббса, владельца магазина средних лет, который недавно убил свою больную жену Сару. В то время, как медицинское обследование показывает, что Сара была убита, а не умерла естественной смертью, доктор Уорли предоставляет свидетельство о смерти, подтверждающее естественные причины, чтобы Уолтер мог получить страховую выплату. Приезжает Дженни Скэнлон, новая школьная учительница города, и её приветствуют братья Ральф и Мэтью Пендлтоны, оба очень дружелюбны. Позже той ночью в своем магазине Уолтер становится свидетелем появления обнаженной Дженни. Ральф Пендлетон встречается с доктором Уорли во время ежегодного медицинского визита, который использует гипноз на Мэтью, чтобы изучить связи Ральфа с инквизицией. Ральф заявляет, что его предок обвинил Джессику в колдовстве за то, что она отвергла его сексуальные домогательства.
Дженни приводит в ярость местных родителей, когда она рассказывает своему классу, что в вавилонские времена Бог считался женщиной, и что представление Бога в образе отца было введено в иудаизме. Крис исследует качество воды в местном озере, куда сбрасываются городские сточные воды. Это заставляет горожан опасаться, что она заявит, что они разрушают местную окружающую среду. Моника ведёт радиопередачу, где она часто дает советы звонящим женщинам, интересующимся проблемами в отношениях. Это возмущает нескольких мужчин в городе, которые считают, что Моника подрывает их авторитет и развращает местных женщин с помощью прогрессивных идей. Уолтер становится одержимым романтикой Дженни, но однажды ночью она отвергает его авансы в его магазине. Затем ему снится кошмар, в котором Дженни рассказывает ему, что она знает, что он убил Сару, прежде чем утопить его в болоте. Дженни навещает доктора Уорли из-за бессонницы, и Уорли подозревает, что Дженни — одна из трех перевоплощённых ведьм. Под гипнозом Дженни заявляет, что она не ведьма, а на самом деле «посланница из неизвестности».
Убежденный, что Дженни, Крис и Моника — перевоплощенные ведьмы, Уолтер убеждает Мэтью и других похитить каждую из женщин однажды ночью. Крис забирают в лес, связывают и убивают с помощью охотничьих собак, это похоже на смерть Джессики. Монику забирают из её радиостанции и тащат за грузовиком, отражающим смерть Мэри. Дженни похищают из её дома и привязывают к столбу. Группа воссоздает инквизицию Девонсвилля и угрожает сжечь Дженни, как Ребекку. Однако Дженни высвобождает свою силу, яростно убивает их всех колдовством и освобождает себя от оков. На следующее утро Дженни садится в автобус, уезжающий из Девонсвилля. Подзаголовок в приписке из дневника доктора Уорли гласит, что проклятие снято, и террор в Девонсвилле закончился.

## В ролях
| Актёр                 | Роль                    |
| --------------------- | ----------------------- |
| Сюзанна Лав           | Дженни Скенлон          |
| Роберт Уолкер младший | Мэтью Пендлтон          |
| Дональд Плезенс       | доктор Уэрли            |
| Пол Вилсон            | Уолтер Гиббс            |
| Джоанна Эндрусс       | Сара-Луиза жена Уолтера |
| Мэри Уолден           | Крис                    |
| Дианна Хаас           | Моника                  |
| Уолли Флаэрти         | священник               |
| Майкл Аккардо         | Ральф Пендлтон          |
| Билл Декстер          | Аарон Пендлтон          |
| Присцилла Лоу         | Миртл Пендлтон          |
| Анджеджика Рибейн     | Энджел Пендлтон         |
| Пол Бентцен           | палач                   |
| Морриган Хёрт         | первая ведьма           |
| Барбара Силар         | вторая ведьма           |
| Лесли Смит            | третья ведьма           |
| Джерри Блёхл          | учитель                 |
| Уитни Тауэр младший   | охотник                 |

## Анализ
Хизер Грин интерпретирует «Ужас Девонсвилля», как феминистски-вдохновлённый фильм ужасов, который использует так называемую «accused woman construction», в которой женщина, обвинённая в злонамеренном колдовстве, возвращается, чтобы отомстить, подобно «Суровому испытанию» 1996 года и мини-сериалу телеканала PBS 1980-х годов — «Three Sovereigns for Sarah», отражающим «определенные тенденции к выражению феминистской этики». Она добавляет: «Хотя это и не блестящий фильм, "Ужас Девонсвилля" предлагает свободно сконструированный комментарий к современной гендерной политике. Мужские персонажи желают избавиться от прогрессивных женщин. Они выведены убийцами, развратниками и бандитами, их часто показывают за обеденным столом, обсуждающими свои планы… В отличие от большинства фильмов ужасов о ведьмах, [в Ужасе Девонсвилля] именно они воплощают собой зло.».

## Производство
«Ужас Девонсвилля» был написан Ломмелом и Джорджем Линдси и основан на многочисленных исторических аспектах инквизиции колдовства в колониальную эпоху Соединенных Штатов. Ломмел заявил, что провёл некоторое время в Массачусетсе и был вдохновлен Салемскими процессами над ведьмами. Главная героиня фильма Сюзанна Лав, жена Ломмела, также помогла в написании фильма. Съёмки в основном проходили в округе Линкольн, штат Висконсин.

## Релиз
«Ужас Девонсвилля» получил театральный маркетинг через компанию Motion Picture Marketing (MPM) в 1983 году, хотя в кинотеатры он так и не попал. Фильм был упомянут в судебном процессе против CinAmerica Pictures, производственной компании, которая ложно утверждала, что произвела фильм (вместе с несколькими другими фильмами Ломмела, включая «Бугимен» и «Оливию» ) с чистой прибылью в 150 000 долларов; однако, согласно данным компании создавшей фильм - New West Films, «Ужас Девонсвилля» не принес чистой прибыли.

### Критика
Бретт Х. из «Oh the Horror» раскритиковал фильм за отсутствие смысла, за отсутствие диалогов, но в конечном итоге заявил, что фильм был «немного беспорядочным, но в конечном итоге очень забавным».